# Jorge Pina Pérez
Jorge Pina Pérez (Madrid, 26 de enero de 1977) es un deportista español que compitió en esgrima, especialista en la modalidad de sable. Ganó una medalla de oro en el Campeonato Europeo de Esgrima de 2007, en la prueba individual.
Participó en tres Juegos Olímpicos de Verano, ocupando el séptimo lugar en Pekín 2008, en la prueba individual, y el noveno en Sídney 2000, en el torneo por equipos.

## Palmarés internacional
| Campeonato Europeo | Campeonato Europeo | Campeonato Europeo | Campeonato Europeo |
| Año                | Lugar              | Medalla            | Prueba             |
| ------------------ | ------------------ | ------------------ | ------------------ |
| 2007               | Gante (Bélgica)    | Medalla de oro     | Sable individual   |